# Manny Fernandez
Emmanuel Fernandez-Lemaire (* 27. August 1974 in Etobicoke, Ontario) ist ein kanadischer Eishockeytorwart, der zuletzt bei den Boston Bruins in der National Hockey League spielte. Er ist der Neffe des Eishockeytrainers Jacques Lemaire.

## Karriere
Manny Fernandez wurde während des NHL Entry Draft 1992 von den Québec Nordiques in der dritten Runde an insgesamt 52. Position ausgewählt. Er spielte noch zwei weitere Jahre in der kanadischen Juniorenliga Québec Major Junior Hockey League und wurde dort zum wertvollsten Spieler der Saison und der Play-offs gewählt. Im Februar 1994 wurden die Rechte von Fernandez an die Dallas Stars transferiert und er stand zu Beginn der Saison 1994/95 im Kader des Farmteams von Dallas, den Kalamazoo Wings, in der International Hockey League. Im April 1995 absolvierte Fernandez sein erstes NHL-Spiel. In den folgenden vier Jahren kam er allerdings auf gerade einmal acht Spiele in der NHL und spielte als Stammtorhüter bei den Farmteams der Dallas Stars in der IHL.
Nachdem Roman Turek die Dallas Stars im Sommer 1999 verlassen hatte, nahm Fernandez dessen Position als zweiter Torhüter ein und spielte in der Saison 1999/2000 24 Spiele, als die Stars den Stanley Cup gewannen.
Im Sommer 2000 wurde er in einem Tauschgeschäft zu den gerade neu gegründeten Minnesota Wild transferiert. Dort teilte er sich im ersten Jahr mit Jamie McLennan den Posten als Nummer 1. Vor der Saison 2001/02 wurde McLennan durch Dwayne Roloson ersetzt, mit dem sich Fernandez von da an die Position als Stammtorhüter teilen musste. In der folgenden Saison war Fernandez dann aber wieder nur die Nummer 2. Trotzdem spielte er die bis dahin beste Saison seiner Karriere und erreichte mit Minnesota das Finale der Western Conference.
In der Saison 2003/04 blieb er die Nummer 2 und das Team verpasste die Play-offs.
Auf Grund des Lockouts fiel die NHL-Saison 2004/05 aus und Manny Fernandez heuerte bei Luleå HF in der schwedischen Elitserien an. Nach Abschluss des Arbeitskampfes fand die Saison 2005/06 statt und Manny Fernandez verdrängte Dwayne Roloson als Stammtorhüter der Minnesota Wild. Roloson wechselte daraufhin im Laufe der Saison zu den Edmonton Oilers. Fernandez brachte gute Leistungen, doch am Ende reichte es nicht für die Play-offs. Im März 2006 verlängerte er seinen Vertrag mit Minnesota.
Manny Fernandez bildet zu Beginn der Saison 2006/07 mit Niklas Bäckström als Back-up-Goalie das Torhütergespann. Zur Mitte der Spielzeit musste er, auf Grund der guten Leistungen von Bäckström, den Platz als Stammtorwart mit dem Finnen teilen. Als sich Fernandez im März 2007 verletzte, verlor er endgültig den Stammplatz. Nach der Saison erhielten beide die William M. Jennings Trophy als Torhüter mit den wenigsten Gegentreffern.
Am 1. Juli 2007 wurde Fernandez zu den Boston Bruins transferiert, wo er mit Tim Thomas als Ersatztorwart in der Saison 2007/08 das Torhütergespann bilden sollte. Jedoch verletzte sich Fernandez bereits nach drei Wochen und fiel über vier Monate aus.

## Erfolge und Auszeichnungen
- 1993 Trophée Guy Lafleur
- 1994 QMJHL First All-Star Team
- 1994 Trophée Michel Brière
- 1995 IHL Second All-Star Team
- 1999 Turner-Cup-Gewinn mit den Houston Aeros
- 2007 William M. Jennings Trophy (gemeinsam mit Niklas Bäckström)
- 2008 NHL-Spieler des Monats Dezember (gemeinsam mit Tim Thomas)
- 2009 William M. Jennings Trophy (gemeinsam mit Tim Thomas)